# Cursus publicus

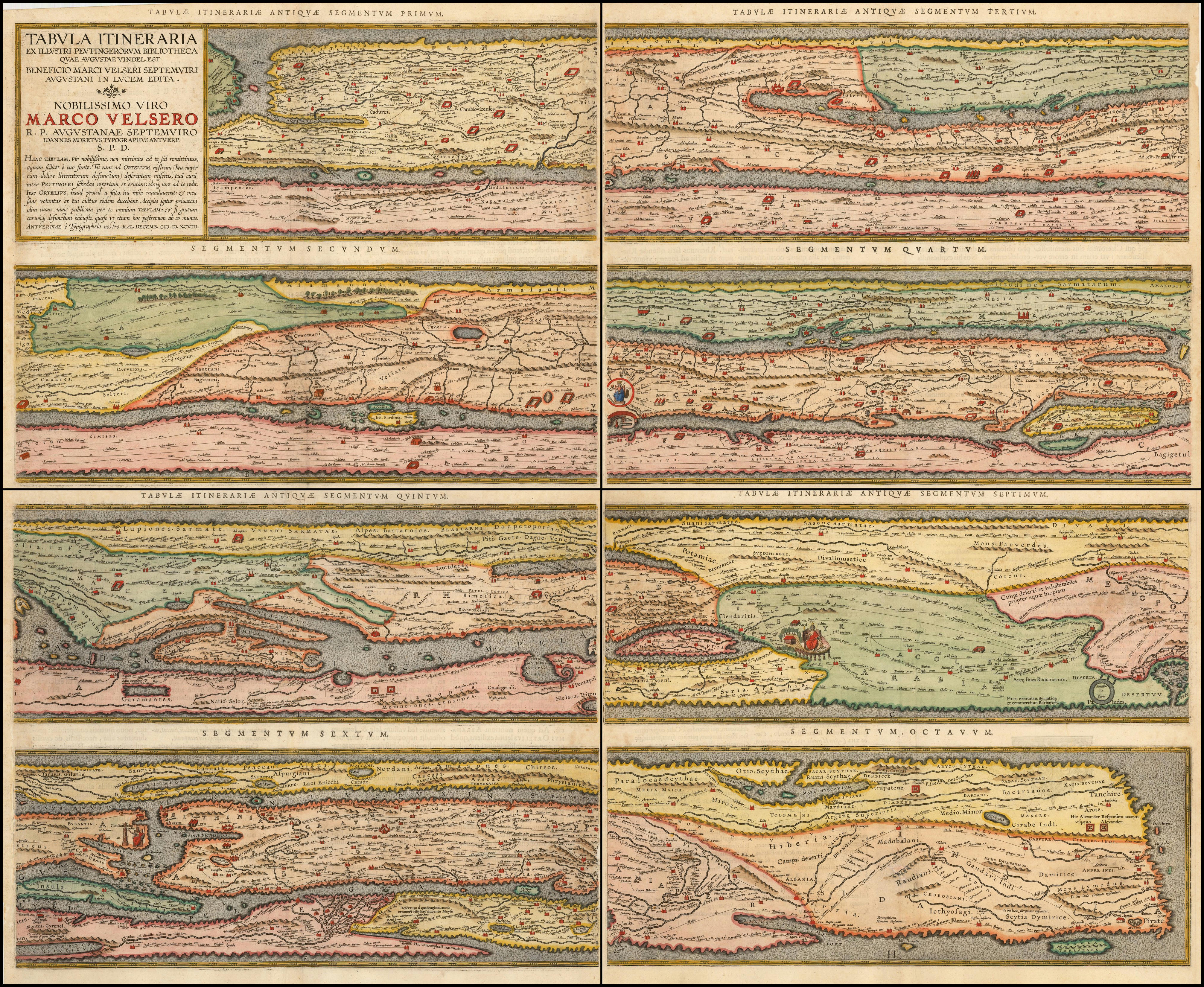
Le cursus publicus représenté dans la Tabula Peutingeriana

Le cursus publicus, parfois appelé vehiculatio durant le Haut Empire, est le service de poste impérial qui assurait les échanges officiels et administratifs au sein de l’Empire romain. Son réseau nous est connu par la Table de Peutinger.

## Histoire
L’organisation de ce service commence sous Auguste :

« Pour que l’on pût facilement et plus vite lui annoncer et lui faire connaître ce qui se passait dans chaque province, il fit placer de distance en distance sur les routes stratégiques, d’abord des jeunes gens à de faibles intervalles, puis des voitures. Le second procédé lui parut plus pratique, parce que le même porteur de dépêche faisant tout le trajet, on peut en outre l’interroger en cas de besoin »

— Suétone, La vie des douze Césars, Auguste XLIX
Les historiens se sont interrogés sur l'identification de ces jeunes gens chargés des messages (juvenes), qui pouvaient être des esclaves ou des affranchis impériaux ou bien des hommes libres, soldats ou civils. Selon Pflaum, il s'agirait des jeunes gens des municipalités d'Italie et des colonies provinciales, regroupés en sodalités, associations civiques qu'Auguste avait remis à l'honneur. Lorsqu'Auguste adapta l'organisation pour qu'un seul messager assure l'acheminement sur un trajet de plusieurs jours, les jeunes d'une cité n'étaient plus en mesure d'assurer un transfert qui les éloignaient de leur rattachement, la poste recourut à des professionnels dédiés et à une organisation de relais d'étape.
Un édit de Claude découvert à Tégée en Arcadie évoque les charges du service de véhicules mis au compte des municipes d'Italie et de provinces, et les abus des usagers non autorisés.

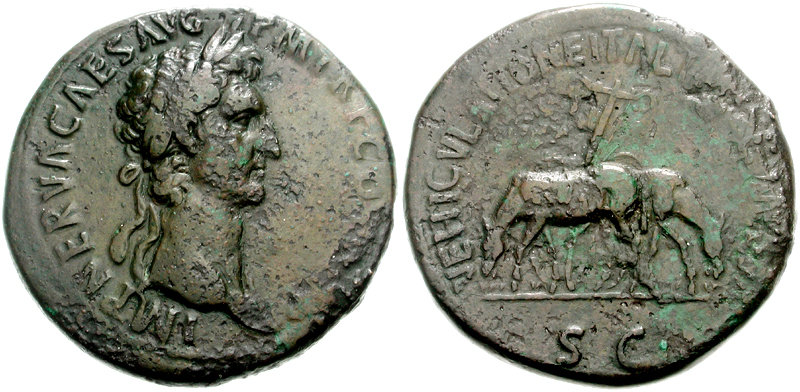
Sesterce de Nerva : au revers, vehiculatione italiae remissa

L’empereur Nerva en 96 ou 97 décharge les villes italiennes des frais d’entretien des postes, et les mit au compte des finances impériales. Cette mesure, qui soulageait les cités italiennes par lesquelles transitait toute la poste venant des provinces, n'est connue que par un revers monétaire montrant deux mules paissant et un timon de voiture avec la légende vehiculatione italiae remissa. Sous le règne de son successeur Trajan apparaissent à Rome des affranchis a vehiculis, signalés par des inscriptions, vraisemblablement fonctionnaires chargés de l'administration centrale de la poste.
L’empereur Hadrien (117-138) confie la gestion du cursus publicus à un fonctionnaire impérial spécial, le praefectus vehiculorum, ou a vehiculis, de rang équestre, placé sous les ordres du préfet du prétoire.
Au début du IIIe siècle, l’empereur Septime Sévère étend l’activité du cursus publicus à l’acheminement de l’annone militaire, c'est-à-dire le ravitaillement des armées. Le personnel de convoyage et les animaux de traits supplémentaires sont mobilisés selon les besoins par réquisitions ou corvées.
Au IVe siècle, la réorganisation administrative de Dioclétien et Constantin Ier rattache la gestion du cursus publicus au maître des offices et à ses agentes in rebus. Constantin autorise à partir de 314 les évêques participants à un concile ou un synode à faire usage du cursus publicus et à se faire accompagner de deux prêtres et trois serviteurs. Ammien Marcellin déplore la surcharge du service provoquée par ces multiples déplacements de prêtres. 
Les textes de l’époque évoquent aussi des fraudes et des abus dans les réquisitions et la désorganisation de l’économie quotidienne qu’elles engendrent, ainsi que la plainte des municipalités provinciales sur les lourdes charges qu’elles supportent.  Les successeurs de Constantin tentent d’y remédier par des mesures ponctuelles (limitation du nombre des ordres de mission accordés, suppression des réquisitions arbitraires). La Notitia Dignitatum (vers 400) précise même pour chaque poste de haut fonctionnaire le nombre d'ordre de mission annuels auxquels cette dignité donne droit.
Malgré ces vicissitudes, le cursus publicus assure ses missions jusqu’au début du Ve siècle. En 414, le bon fonctionnement de l’annone militaire permet ainsi au patrice Constance III de fixer les Wisigoths en Aquitaine, en échange de livraisons de ravitaillement. Quelques décennies plus tard, la disparition du cursus publicus en Occident suit la dissolution de l’Empire d'Occident.

## Organisation

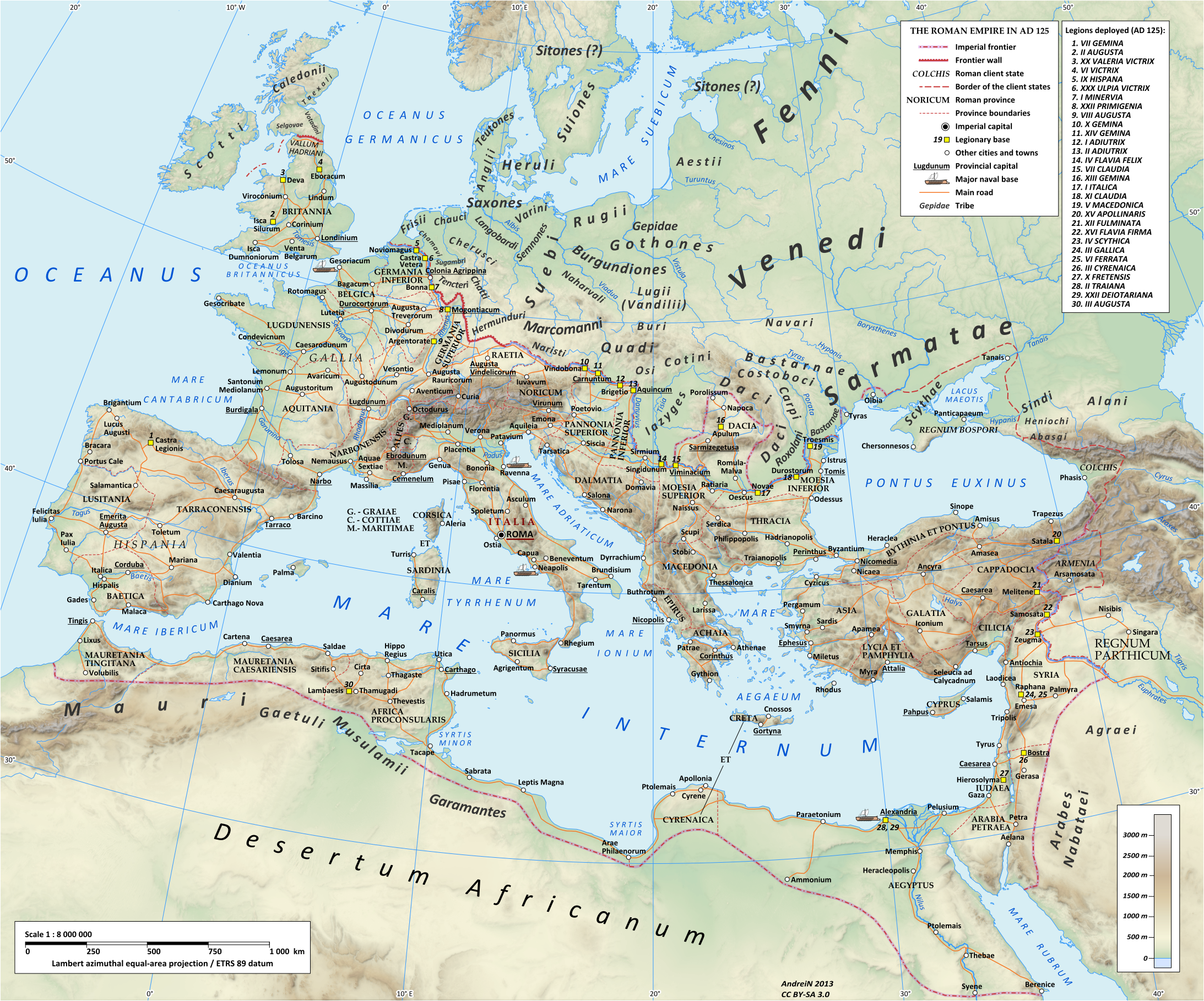
Le réseau routier de l'année 125 n. Chr.

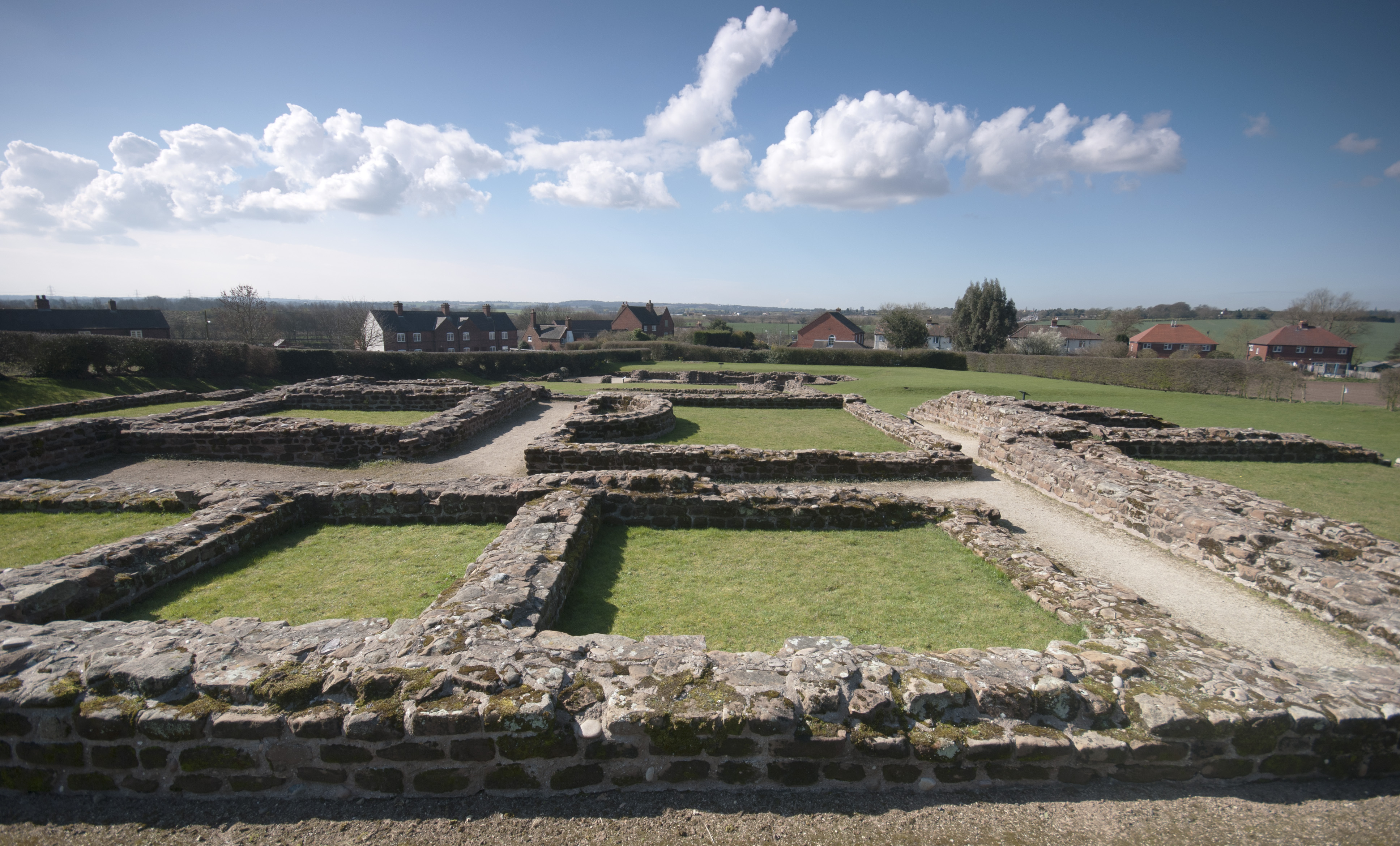
Vestiges de mansio à Letocetum (Wall, dans le Staffordshire en Angleterre

Le cursus publicus a deux composantes : le cursus velox lié à l'acheminement des informations de diverse nature du centre du pouvoir vers les territoires impériaux, et le cursus clabularis servant au transport de marchandises lourdes, des serviteurs de l'État ou des personnages munis d'un permis leur permettant d'utiliser les infrastructures de la poste. Il fonctionne grâce à une série de gîtes d'étape (mansiones) et de postes relais intermédiaires (mutationes) le long des voies romaines. Une mansio est un établissement où l'on peut se restaurer et passer la nuit, elle apparaît dans des contextes de transport d'impôts en nature, et dispose d'espaces de stockage plus importants que les seuls besoins du relais. Une mutatio (littéralement : changement) est un établissement plus important où l'on trouve des montures fraîches et où l'on peut changer de voiture ou y faire des réparations. D'autres appellations sont courantes : statio (étape, relais), taberna (auberge), praetorium (hébergement pour voyageurs de marques),.

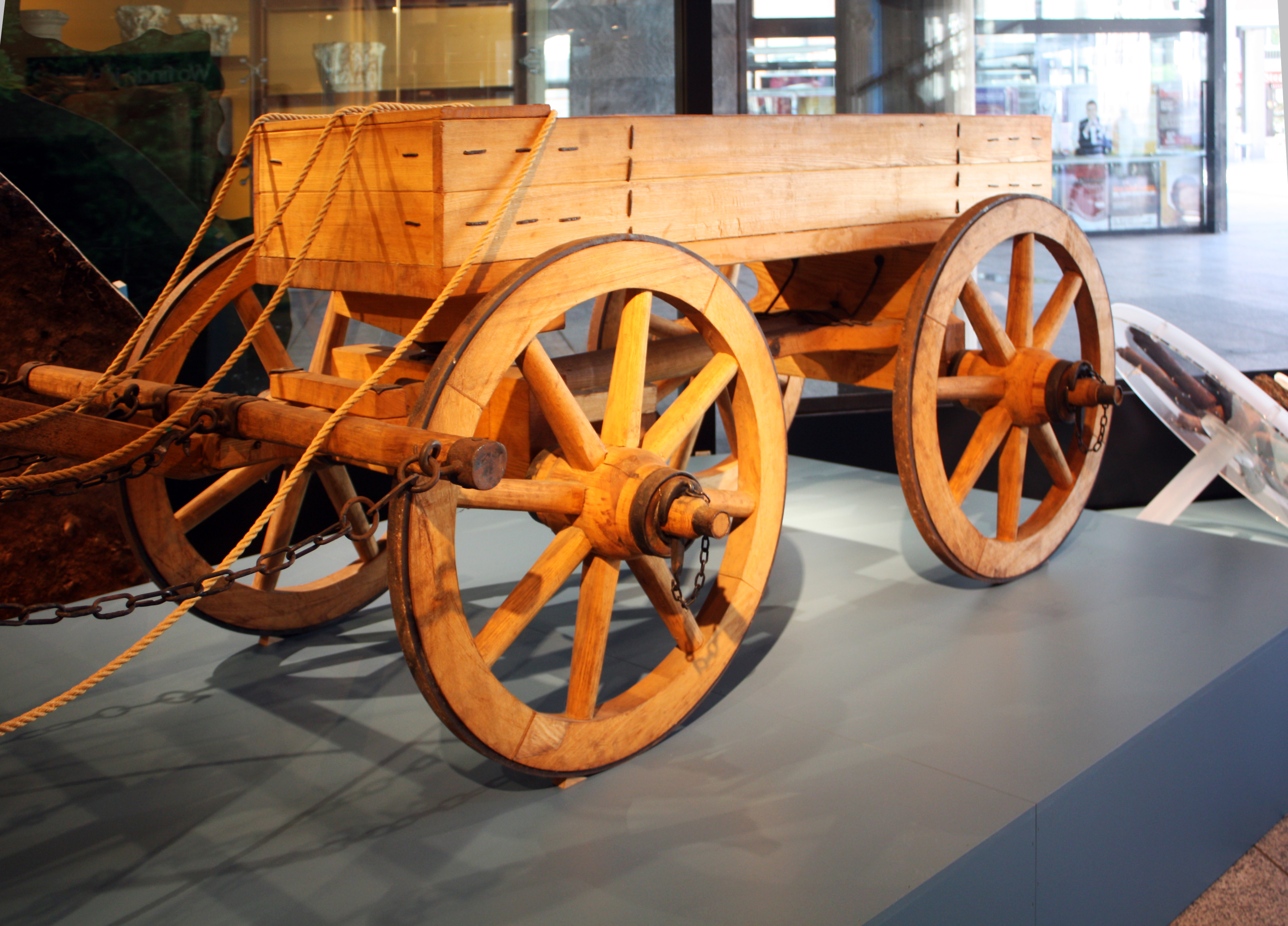
Chariot romain (Römisch-Germanischen Museum Köln)

L’entretien des gîtes et des postes est à la charge des municipalités sur le territoire desquelles ils sont implantés. Le fonctionnement est concédé par contrat à des particuliers ou à du personnel réquisitionné ; au IIe ou IIIe siècle ces établissements peuvent être dirigés par des militaires, comme les "bénéficiaires" (soldats du rang chargés de mission). L’État romain finance par l’impôt le matériel, le remplacement des bêtes et les fonctionnaires qui gèrent l’ensemble.
Les personnes qui s'occupent à divers titre de ce transport portent le nom de frumentarii (fournisseurs de grains), agentes in rebus (chargés d'affaires), veredarii (coursiers) ou notarii (secrétaires).
Stratégique pour les liaisons entre l’empereur, l’administration des provinces romaines et les unités militaires, ce service prend rapidement de l’importance et assure la circulation des correspondances d’État, des personnalités officielles et des impôts perçus. Il permet également la mise en place d'un système d'espionnage centralisé. Les particuliers ne peuvent en faire usage qu’avec une autorisation écrite, rarement accordée. Ils utilisent des connaissances ou des commerçants pour acheminer leur courrier ou leurs colis.
Pour pouvoir bénéficier des prestations disponibles sur le réseau, comme l'hébergement et la remonte, les militaires et les fonctionnaires coursiers envoyés en mission reçoivent de l'empereur un permis ou ordre de mission (diploma au Ier siècle, evectio au IVe siècle). Régulièrement, les empereurs légifèrent contre les trafics de diplômes et contre les abus, comme les diplômes délivrés par des gouverneurs de province en toute illégalité.
Le réseau des voies romaines et des étapes nous est connu par la Table de Peutinger et indirectement par l'Itinéraire d'Antonin. Par exemple voir pour la Corse une mise au point.